# Blue in the Face
Blue in the Face és una pel·lícula independent estatunidenca escrita i dirigida per Wayne Wang i Paul Auster de 1995, que és alhora una pseudoseqüela de Smoke.
Un cop finalitzat el rodatge d'aquesta, quedaven moltes històries, personatges i escenes que finalment no havien estat utilitzats a Smoke, i els directors van decidir fer una continuació de la pel·lícula aprofitant aquest material i la col·laboració d'alguns dels actors, afegint-ne d'altres. El rodatge es va fer en cinc dies i està ple de situacions i diàlegs improvisats pels mateixos actors, ja que, a més, no es va fer servir un guió complet.

## Argument
La història transcorre novament al voltant de l'estanc d'Auggie a Brooklyn i és explicada pels personatges que la freqüenten, molts dels quals ja sortien a Smoke. Aquests filosofen sobre el plaer de fumar, el beisbol, Nova York, les relacions humanes i els gofres belgues.

## Repartiment
- Harvey Keitel: Auggie Wren
- Victor Argo: Vinnie
- Giancarlo Esposito: Tommy Finelli
- Roseanne Barr: Dot
- Michael J. Fox: Pete Maloney
- Lily Tomlin: Waffle Eater
- Mira Sorvino: joveneta
- Lou Reed: home de les ulleres estranyes
- Jim Jarmusch: Bob
- Mel Gorham: Violet
- Keith David: Jackie Robinson
- Jared Harris: Jimmy Rose
- Madonna: Singing Telegram
- José Zúñiga: Jerry
- RuPaul: ballarina

## Premis i nominacions
La pel·lícula va estar nominada al Cavall de Bronze del Festival de Cinema d'Estocolm, i Lily Tomlin, al seu torn, va optar a l'American Comedy Award a l'actriu secundària més divertida.

## Banda sonora
La banda sonora original de la pel·lícula conté aquests temes:
1. Danny Hoch As Caribbean Tiger - Danny Hoch
2. God's Child - David Byrne/Selena
3. Danny Hoch As Andy - Danny Hoch
4. The Brooklynites - Soul Coughing
5. Mi Barrio - La Casa
6. Suwanee Jo - Paula Cole
7. To My Ba-bay! - Speerhead and Zap Mama
8. Brooklyn Movements - Da Bush Babees
9. As Flex - Danny Hoch amb Basehead
10. Why Can't We Be Friends - Geggy Tah
11. Let's Get Ready To Rhumba - John Lurie National Orchestra
12. Tango Apasionado - Astor Piazzola
13. As Shaddjeh - Danny Hoch
14. Happy Suicide - David Byrne i Vjana Anand
15. Egg Cream - Lou Reed
16. In The Return Of Flex - Danny Hoch